# SV Stuttgarter Kickers
Maillots
Actualités
Le Kickers SV Stuttgarter (officiellement : Sportverein Stuttgarter kickers e.v.) est un club sportif basé au quartier de Degerloch à Stuttgart. Le club est fondé le 21 septembre 1899 sous le nom FC Stuttgarter Cickers (en 1920 renommé Kickers). Le club est surtout connu pour sa section football, dont l'équipe première évolua deux saisons en Bundesliga (1988-99 et 1991-92). Les plus grands succès des Kickers sont un titre de vice-champion en 1908 et une finale de Coupe d'Allemagne en 1987.
Le club a 3097 membres (novembre 2023), l'association comprend une section de tennis de table, de handball, mais aussi une association de supporters (FAdSKi). Les joueurs de hockey du club ont été détachés des Kickers pour créer le HTC Stuttgart. Les handballeurs appartenaient de 2004 à 2012 au HV Stuttgarter Kickers.
L'équipe première de football joue au Gazi-Stadion auf der Waldau, le plus vieux stade d'Allemagne.

## Palmarès et records

### Palmarès
- Coupe d'Allemagne (0) :
  - Finaliste : 1987.

## Joueurs et personnalités du club

### Joueurs emblématiques
- Jonathan Akpoborie
- Karl Allgöwer
- Fredi Bobic
- Guido Buchwald
- Nikolaos Chatzis
- Edmund Conen
- Pál Csernai
- Ari Hjelm
- Walter Kelsch
- Joshua Kennedy
- Jürgen Klinsmann
- Thomas Ritter
- Zoltan Sebescen
- / Sean Dundee

- Thomas Tuchel